# Condado de Dubois
O Condado de Dubois é um dos 92 condados do estado americano de Indiana. A sede do condado é Jasper, e sua maior cidade é Jasper. O condado possui uma área de 1 127 km² (dos quais 13 km² estão cobertos por água), uma população de 39 674 habitantes, e uma densidade populacional de 36 hab/km² (segundo o censo nacional de 2000). O condado foi fundado em 1818.